# Goniobranchus verrieri
Goniobranchus verrieri (Crosse, 1875) è un mollusco nudibranchio della famiglia Chromodorididae.

## Descrizione
Il mantello di questa specie è bianco, con un orlo esterno rosso e uno più interno giallo. I rinofori e il ciuffo branchiale sono di colore rosso translucido con le estremità bianche.

## Biologia
Si nutre di spugne delle specie Aplysilla violacea e Aplysilla sulfurea (Darwinellidae).

## Distribuzione e habitat
La specie è diffusa nell'oceano Indiano e nel Pacifico occidentale.